# Ampflwang im Hausruckwald
Ampflwang im Hausruckwald – gmina targowa w Austrii, w kraju związkowym Górna Austria, w powiecie Vöcklabruck. 1 stycznia 2015 liczyła 3412 mieszkańców.